# رغال (اسم)
رغال هو اسم علم مذكر من أصل عربي، ومعناه هو الرضاعة، من الفعل رغل الولد أمه رضعها، من يغتنم كل شيء ويأكله.

## وصلات خارجية
- موسوعة السلطان قابوس لأسماء العرب نسخة محفوظة 5 أبريل 2019 على موقع واي باك مشين.